# Argument des cas marginaux
L’argument des cas marginaux, aussi appelé argument des cas marginalisés ou argument du chevauchement des espèces, est un argument philosophique concernant le statut moral des animaux et utilisé pour s'opposer au spécisme. Il consiste à dire que pour tout critère censé différencier moralement les humains des autres animaux (la raison, le langage, la conscience de soi, etc.), l'on peut trouver des humains (nouveau-nés, personnes handicapées mentales, séniles) disposant de capacités limitées à un degré moindre que certains animaux ou n’ayant pas du tout ces capacités, à qui l'on[Qui ?] accorde pourtant de la considération morale.
Selon les défenseurs de cet argument, il est donc impossible de justifier le refus de considérer moralement les animaux de la même façon que les humains par l'argument selon lequel les animaux ne disposeraient pas de capacités semblables à celles des humains.

## Description
L’argument des cas marginaux prend la forme d’un raisonnement par l’absurde. Il entend démontrer qu’on ne peut pas logiquement croire à la fois que tous les humains ont un statut moral, et qu’aucun animal non humain n’a de statut moral. Ni, plus généralement, que tous les humains ont un statut moral privilégié, tandis qu’aucun animal non humain ne peut prétendre à ce statut moral privilégié.
Considérons une vache. Pour justifier le fait qu’il soit acceptable de tuer cette vache pour la manger, nous pourrions affirmer, par exemple, que cette vache n’a pas de concept du soi et qu’il n’est par conséquent pas mal de la tuer. Cependant, la plupart des jeunes enfants n’ont pas non plus de concept du soi. Donc, si nous acceptons ce critère de « concept du soi », nous devrions aussi admettre que tuer des bébés pour les manger est quelque chose d’acceptable. Or, nous refusons cette conclusion. Mais si nous la refusons, alors nous ne pouvons pas non plus accepter l’argument du « concept du soi » qui y a mené.
Ce même raisonnement s’applique aux autres critères couramment avancés pour justifier l’exploitation des animaux : la raison, le langage, l’autonomie, l’intelligence… Il n’existe aucun critère qui inclut tous les humains et exclut tous les animaux, à l’exception de la simple appartenance à l’espèce Homo sapiens, qui n’a pas de pertinence morale dans cette logique. Peter Singer l’explique en ces termes :
« Si nous cherchons une caractéristique [que les humains] possèdent tous, il s’agira nécessairement d’une sorte de plus petit dénominateur commun, choisi si bas qu’aucun être humain n’en sera dépourvu. Le hic est qu’aucune caractéristique possédée ainsi par tous les êtres humains ne sera propre aux seuls êtres humains. Par exemple, tous les humains, mais pas seulement eux, sont capables de ressentir la douleur ; et alors que seuls des humains sont capables de résoudre les problèmes mathématiques complexes, tous les humains ne le sont pas ».

## Historique
La plus ancienne formulation connue de l’argument des cas marginaux remonte à Porphyre :
« Lorsqu'on voit un grand nombre d'hommes ne vivre que par les sens, dénués d'intellect et de raison, un grand nombre encore surpasser par leur cruauté, leurs colères et leur avidité les plus redoutables bêtes féroces, tyrans meurtriers de leurs enfants, ou de leurs parents, exécuteurs des basses œuvres des rois, n'est-ce pas folie de penser que nous avons des devoirs envers eux, tandis qu'envers le bœuf de labour, le chien familier, les brebis qui donnent leur lait pour notre nourriture, leur laine pour notre parure, nous n'en aurions aucun ? Cela n'est-il pas tout à fait contraire à la raison ? ».
Sa plus célèbre formulation est probablement celle de Jeremy Bentham, en 1798 :
« Les Français ont déjà découvert que la noirceur de la peau n'est nullement une raison pour laquelle un être humain devrait être abandonné sans recours au caprice d'un tourmenteur. Il est possible qu’on reconnaisse un jour que le nombre de jambes, la pilosité de la peau, ou la terminaison de l’os sacrum, sont des raisons tout aussi insuffisantes d’abandonner un être sensible au même destin. Quel autre [critère] devrait tracer la ligne infranchissable? Est-ce la faculté de raisonner, ou peut-être la faculté de discourir ? Mais un cheval ou un chien adulte est, au-delà de toute comparaison, un animal plus raisonnable, mais aussi plus susceptible de relations sociales, qu’un nourrisson d’un jour ou d’une semaine, ou même d'un mois. Mais supposons que la situation ait été différente, qu’en résulterait-il ? La question n'est pas « peuvent-ils raisonner? », ni « peuvent-ils parler ? », mais « peuvent-ils souffrir? » ».

## Utilisation actuelle
L’argument des cas marginaux est utilisé principalement par les auteurs antispécistes et les militants contre l'exploitation animale. Leur but est de percer à jour le préjugé spéciste en montrant que les arguments non directement spécistes (c’est-à-dire ne faisant pas intervenir la notion d’espèce) justifiant l’exploitation des animaux ne sont que des prétextes, des justifications a posteriori. Jean-Baptiste Jeangène-Vilmer écrit : « l’homme a d’abord décidé de se réserver à lui seul la possibilité d’être un patient moral et a ensuite seulement cherché des raisons de légitimer cette exclusivité ». Leur but est aussi de convaincre ceux qui sont d'accord pour dire que les cas marginaux ont un statut moral que les animaux possédant au moins les mêmes capacités mentales doivent bénéficier au moins du même statut moral.

## Critiques
L’argument des cas marginaux a été critiqué de plusieurs manières.

### L’appel aux conséquences
Une première façon de rejeter l’argument des cas marginaux est d’affirmer que l’employer a des conséquences négatives.
Élisabeth de Fontenay souligne qu’utiliser cet argument peut être perçu comme « manque de tact », car il risque de heurter la sensibilité des parents de personnes en situation de handicap mental, qui, du fait de leur spécisme, ne supporteraient pas de voir leur proche comparé à des animaux non humains.
Robert Nozick considère que de nombreux humains vont résoudre le problème soulevé par cet argument non pas en augmentant leur considération morale pour les animaux, mais en diminuant leur considération morale pour les handicapés mentaux :
« Il me semble difficile de croire que si la société accepte l'égalisation de Regan entre les mammifères et les humains « affaiblis », il en résultera une reconnaissance des droits des animaux. Notre conception du genre de traitement dû aux personnes gravement arriérées dépend sûrement en partie du fait qu'ils sont humains, membres de l'espèce humaine. Écarter cette considération comme étant moralement non pertinente ne peut qu'aboutir à une société qui traite les personnes gravement arriérées comme des animaux, et non l'inverse ».

### La norme de l’espèce
David Graham a proposé l’argument de la norme de l’espèce. Selon cet argument, il faut traiter les individus non pas en fonction de leurs caractéristiques propres mais en fonction des caractéristiques normales de leur espèce. « Le statut moral d’un individu dépend de ce qui est normal pour son espèce », écrit Graham.
James Rachels a répondu qu’en fonction de ce raisonnement, si un chimpanzé extraordinaire parvenait à apprendre à lire et à écrire, il faudrait lui interdire l’accès à l’université au motif que lire et écrire n’est pas normal pour son espèce. Plus généralement, ce philosophe entend démontrer dans plusieurs textes, dont le livre Created from Animals, qu’il est beaucoup plus logique de traiter un individu selon ses caractéristiques propres que selon les caractéristiques moyennes des membres d’un ou plusieurs de ses groupes d’appartenance.

### L’argument essentialiste
Concernant le cas des nouveau-nés, l'argument est biaisé par le fait de comparer des juvéniles en cours de croissance et des adultes accomplis. Il faut tout au moins utiliser des spécimens au même stade de développement.
Concernant les individus dont l'état de déficience est « consolidé », un argument lié au précédent consiste à dire que, bien que ce soit par accident (leur âge, leur gènes, une maladie, etc), les cas marginaux n’ont pas certaines caractéristiques, mais les possèdent par essence.
« C’est pourquoi une vache n’a pas de droits, tandis qu’un humain réduit au niveau mental d’une vache en possède. Quelque chose ne va pas chez l’humain ; rien ne cloche chez la vache. On pourrait dire que dans le cas de l’humain diminué, il y a une place vide dans son esprit où est censé se trouver l’agentivité morale, et quelqu’un d’autre peut se placer dans cette place vide et agir moralement en son nom. Mais dans l’esprit de la vache il n’y a pas de place vide ».
En France, Janine Chanteur utilisa l'argument essentialiste en 1993 :
« Mais les êtres humains qu'une atteinte corporelle empêche selon toute apparence de manifester une quelconque aptitude à remplir des devoirs, comme c'est le cas des handicapés mentaux profonds, n'en demeurent pas moins des sujets de devoirs pour les autres qui doivent reconnaître que tout être né d'un homme et d'une femme a, par nature, le droit d'être un être humain ».
David Olivier commente ainsi le propos de Chanteur :
« Pourquoi le lapin n'aurait-il pas, par essence, l'intelligence d'Einstein - tout en en étant secondairement privé, à la suite d'une « atteinte corporelle » (il n'a pas les bons chromosomes pour développer le cerveau comme il faut) ? »
Luc Ferry, en 2000, a repris une objection essentialiste semblable : « La grande différence, c’est qu’ils cesseront d’être (ou pourraient cesser, ou auraient pu ne pas devenir, etc.) un jour de simples « citoyens passifs » », objection à laquelle Paola Cavalieri a répondu qu’il fallait traiter un être sur ses caractéristiques réelles et non sur celles qu’il « aurait pu » posséder.